# Perlejewo (village)
Pour les articles homonymes, voir Perlejewo.
Perlejewo est un village polonais de la voïvodie de Podlachie et du powiat de Siemiatycze. Il est le siège de la gmina de Perlejewo.